# 特定疾病保険
特定疾病保険（とくていしっぺいほけん）は日本人の三大死因である癌・急性心筋梗塞・脳卒中（2011年に脳卒中とこれまで4位だった肺炎が逆転している）に対して一時金を支払う保険の種類で、日本における民間の医療保険分類において第三分野保険（医療保険など）における特定の疾病に関する経済的な保障を提供する。主に癌（悪性新生物）や、それに急性心筋梗塞、脳卒中を加えた三大疾病に限定（特定）して支払い要件とする。
支払い要件に死亡・高度障害などの従来の生命保険の仕組みを組み合わせた商品と、上記疾病だけを給付要件としている商品がある。

## 関連する商品
保険会社によっては五大疾病（上記に加えて肝硬変・慢性腎不全、七大生活習慣病(がん、糖尿病、心疾患、高血圧症疾患、脳血管疾患、肝硬変、慢性腎不全）などと支払い範囲を拡大したものもある。
販売をする保険会社によって主契約として取り扱う会社、特約でのみ取り扱う会社などがある。